# Ekosistemska diverziteta
Ekosistemska diverziteta označuje raznovrstnost habitatov, združb živih bitij in ekoloških procesov v biosferi. 
Organizmi, ki so med seboj povezani, skupaj s fizičnim okoljem tvorijo ekosistem. Zunaj njih živa bitja ne morejo preživeti; večina jih je tudi najuspešnejših v tistih ekosistemih, na katere so se evolucijsko prilagodila. Če uničimo ekosistem, bodo propadle tudi vrste in nasprotno. Vloga posameznih vrst v ekosistemu je različna. Če izgubimo katero od ključnih, ki je pogoj za obstoj različnih drugih, utegne to sprožiti verižno izumiranje, ki bo še naprej siromašilo celoten ekosistem. Razmejevanje med ekosistemi je neredko subjektivno, zato tudi ekosistemsko diverziteto težko ponazorimo v številkah. Med dvema ekosistemoma je navadno ožje ali širše prehodno območje (ekoton) s posebnimi ekološkimi razmerami (Kryštufek, 1999).
Za ohranjanje biotske raznovrstnosti je ključnega pomena razmerje med raznovrstnostjo ekosistema (številom vrst, ki ga gradijo) in njegovo notranjo stabilnostjo. Ekosistemi so že sami po sebi izjemno kompleksne skupnosti z neštetimi interakcijami, poleg tega so tudi odprti sistemi, na katere vpliva širok spekter zunanjih dejavnikov. Zato je njihovo raziskovanje skrajno težavno, predvidljivost nadaljnjega razvoja pa navadno zelo majhna.